# عثمان آخماتوویچ
عثمان آخماتوویچ (انگلیسی: Osman Achmatowicz; ۱۶ آوریل ۱۸۹۹ – ۴ دسامبر ۱۹۸۸) شیمی‌دان، و استاد دانشگاه اهل لهستان بود. شهرت اصلی وی به دلیل کشف واکنش آخماتوویچ در شیمی آلی است.